# تی‌ال‌سی (شبکه تلویزیونی)
تی‌ال‌سی (انگلیسی: TLC) یک کانال تلویزیون پولی متعلق به وارنر برادرز دیسکاوری که در ابتدا بر محتوای آموزشی و یادگیری متمرکز بود. در اواخر دهه ۱۹۹۰، این شبکه اساساً شروع به تمرکز بر روی سریال هایتلویزیون واقع‌نما کرد که شامل سبک زندگی، زندگی خانوادگی و داستان‌های شخصی بود.